# Gymnoscelis varians
Gymnoscelis varians là một loài bướm đêm trong họ Geometridae.